# Хейфец, Леонид Ефимович
Леони́д Ефи́мович Хе́йфец (4 мая 1934, Минск — 18 апреля 2022, Москва) — советский и российский театральный режиссёр и педагог. Народный артист РФ (1993). Лауреат Государственной премии РСФСР имени К. С. Станиславского (1991). Профессор Российского института театрального искусства (ГИТИС).

## Биография
Родился 4 мая 1934 года в Минске.
Окончил Белорусский политехнический институт. Выпускник режиссёрского факультета ГИТИС 1963 года (курс Алексея Попова и Марии Кнебель).
В 1962 году — режиссёр Рижского ТЮЗа.
В 1963—1970 годах — режиссёр Центрального театра Советской армии (с 1975 года — академический театр, с 1993 года — театр Российской армии). Леонид Хейфец, Сергей Шакуров и Наталья Вилькина подали заявление об уходе после закрытия спектакля «Два товарища» по Владимиру Войновичу.
В 1971—1986 годах — режиссёр Государственного академического Малого театра.
В 1988—1994 годах — главный режиссёр ЦАТСА/ЦАТРА.
С 1998 по 2022 год — режиссёр Московского академического театра имени Владимира Маяковского.
В 2000 году поставил спектакль «Вишнёвый сад» в Московском академическом театре имени Моссовета.
В 1971—1980 годах преподавал в Высшем театральном училище имени М. С. Щепкина.
До 2012 года преподавал режиссуру в Театральном институте имени Бориса Щукина при Государственном Академическом театре имени Е. Б. Вахтангова.
Также преподавал в ГИТИСе. Среди его учеников: Андрей Кузичев, Елена Бирюкова, Нина Чусова, Вадим Данцигер, Артур Смольянинов, Павел Деревянко, Александр Петров, Александр Паль.

### Болезнь и смерть
Скончался 18 апреля 2022 года в Москве на 88-м году жизни от оторвавшегося тромба. Прощание с режиссёром прошло 21 апреля в Театре имени Маяковского. Похоронен на Троекуровском кладбище.

### Семья
- Первая жена — актриса и театральный режиссёр Антонина Пипчук.
  - Дочь Ольга.
- Вторая жена — советская и российская актриса театра и кино Наталья Гундарева (1948—2005). Познакомились в 1973 году во время съёмок телевизионного спектакля «Обрыв» и сразу после них поженились. Через шесть лет развелись.
- Третья жена — советская и российская актриса театра и кино Ирина Тельпугова (род. 9 октября 1959).
  - Дочь Александра.

## Награды и премии
- заслуженный деятель искусств РСФСР (1983)[6]
- народный артист Российской Федерации (1993)
- заслуженный деятель искусств Республики Южная Осетия (2022)
- орден Почёта (2010)[7]
- Государственная премия РСФСР в области театрального искусства (1991) — за постановку спектакля «Павел I» Д. С. Мережковского в ЦАТСА
- Международная премия имени К. С. Станиславского (2008) в номинации «за вклад в развитие театральной педагогики»[8]
- зрительская премия «ЖЖивой театр» в номинации «Режиссёр года: Мэтры» за спектакль «Цена» Московский академический театр имени Владимира Маяковского (2013)
- Лауреат российской национальной театральной премии «Золотая маска» 2019 года за выдающийся вклад в развитие театрального искусства[9].

## Творчество

### Постановки в театре
- 1962 — «Сотворившая чудо» Уильяма Гибсона (Рижский ТЮЗ)
- 1963 — «Шоссе на Большую Медведицу» Ю. С. Семёнова (дипломная работа)
- 1965 — «Мой бедный Марат» А. Н. Арбузова (ЦТСА)
- 1966 — «Смерть Иоанна Грозного» А. К. Толстого (ЦТСА)
- 1967 — «Часовщик и курица» И. А. Кочерги (ЦТСА)
- 1968 — «Тайное общество» Г. Ф. Шпаликова и И. М. Маневича (ЦТСА)
- 1969 — «Дядя Ваня» А. П. Чехова (ЦТСА)
- 1971 — «Свадьба Кречинского» А. В. Сухово-Кобылина (Малый театр)
- 1972 — «Перед заходом солнца» Г. Гауптмана (Малый театр)
- 1974 — «Летние прогулки» А. Д. Салынского (Малый театр)
- 1975 — «Вечерний свет» А. Н. Арбузова (Малый театр)
- 1977 — «Заговор Фиеско в Генуе» Ф. Шиллера (Малый театр)
- 1978 — «Ревнивая к себе самой» Тирсо де Молины (Малый театр)
- 1979 — «Король Лир» Шекспира (Малый театр)[10]
- 1981 — «Ретро» А. Галина (Малый театр)
- 1983 — «Картина» по Д. А. Гранину (Малый театр)
- 1983 — «Восточная трибуна» А. Галина («Современник»)
- 1985 — «Зыковы» М. Горького (Малый театр)
- 1987 — «Колея» В. Арро (МХАТ)
- 1989 — «Павел I» Д. С. Мережковского (ЦТСА)
- 1990 — «Боже, храни короля!» С. Моэма (ЦАТСА)
- 1992 — «Маскарад» М. Ю. Лермонтова (ЦАТСА)
- 1994 — «На бойком месте» А. Н. Островского (ЦАТСА)
- 1997 — «Бегущие странники» Алексея Казанцева (Театр имени Моссовета)
- 1998 — «Полонез Огинского» Николая Коляды (МДТ имени К. С. Станиславского)[11]
- 1999 — «Кукольный дом» Г. Ибсена (Театр им. Вл. Маяковского)
- 2000 — «Вишнёвый сад» А. П. Чехова (Театр имени Моссовета)
- 2002 — «Синтезатор любви» Алана Эйкборна (Театр им. Вл. Маяковского)
- 2005 — «Спуск с горы Морган» Артура Миллера (Театр им. Вл. Маяковского)
- 2010 — «Не всё коту масленица» А. Н. Островского (Театр им. Вл. Маяковского)
- 2012 — «Цена» А. Миллера (Театр им. Вл. Маяковского)
- 2014 — «Отцы и сыновья» (по роману И. С. Тургенева «Отцы и дети») (Театр им. Вл. Маяковского)
- 2016 — «Все мои сыновья» А. Миллера (Театр им. Вл. Маяковского)
- 2017 — «Пигмалион» Б. Шоу (Театр им. Вл. Маяковского)

С именем Хейфеца связана целая страница телевизионных интерпретаций русской классики: «Рудин» И. С. Тургенева (1970); «Обрыв» И. А. Гончарова (1973); «Вишнёвый сад» А. П. Чехова (1976); «Доходное место» А. Н. Островского (1978).